# Verrières
Verrières er en kommune i Orne departmentet i Basse-Normandie regionen i det nordvestlige Frankrig.

## Eksterne kilder
- Verrières på l'Institut géographique nationals hjemmeside (Webside ikke længere tilgængelig)